# Hägar the Horrible
Hägar the Horrible és el títol i el personatge principal d'una tira còmica nord-americana creada per l'autor de còmic Dik Browne i sindicada per King Features Syndicate. Va aparèixer per primera vegada el febrer de 1973 i va ser un èxit immediat. Des de la jubilació de Browne el 1988 (i la mort posterior), el seu fill Chris Browne ha continuat la tira amb art de Gary Hallgren. A data de 2010, Hägar es distribuïa a 1.900 diaris de 56 països i es traduïa a 12 idiomes. La tira és una caricatura que comenta la vida moderna als Estats Units a través d'una interpretació lliure de la vida escandinava de l'època dels vikings.

## Visió general
"Hagar the Terrible" era el sobrenom que els seus fills van donar al difunt Dik Browne; Browne va adaptar el nom a Hägar the Horrible a efectes d'al·literació. Després de la seva mort, els fills de Dik Browne van canviar el títol de la tira per Dik Browne's Hägar the Horrible en reconeixement. El nom es pronuncia Hay-gar segons Chris Browne.
Hägar (de vegades s'escriu "Hagar") és un víking pelut, desordenat, amb sobrepès i amb barba vermella. Assalta regularment Anglaterra i de vegades França. L'escriptor de la indústria de l'animació Terence J. Sacks assenyala la juxtaposició de qualitats contràries que fan que Hägar sigui entranyable per al lector.

### Configuració i format
La tira està ambientada a l'edat mitjana en un poble costaner sense nom en algun lloc de Noruega. El llinatge noruec d'Hägar es va revelar almenys una vegada en una tira diària (18 de juliol de 1984). Hamlet li pregunta a Hägar si pot dir a la gent que són noruecs. Hägar respon que no és necessari: "Pot semblar presumir".
Encara que es produeixen anacronismes, no són uns pilars deliberats de la tira, com en altres tires burlesques d'època com The Wizard of Id. La tira segueix un format diari estàndard de gag diari amb una seqüència ampliada a color els diumenges.
Gran part de l'humor se centra al voltant de les interaccions d'Hägar amb la tripulació del seu vaixell, especialment "Lucky Eddie" (quan està en viatges o durant incursions periòdiques de saqueig). De vegades l'humor seria a la taverna amb els altres víkings, o Hagar tractant amb la seva família, que no són com els víkings estereotipats. Els personatges secundaris inclouen la seva dona dominant, persistent i ocasionalment gelosa, Helga; el seu fill brillant i sensible, Hamlet; la seva bonica però desesperada filla, Honi; l'ànec mascota d'Helga, Kvack; el gos lleial i intel·ligent d'Hägar, Snert, i altres personatges secundaris recurrents.

### Estil d'il·lustració
Hägar the Horrible utilitza un dibuix lineal d'estil editorial clar i escàs, amb detalls mínims en primer pla o fons, ombrejat o embelliment. Els observadors argumenten que això probablement es deriva de l'experiència de Dik Browne com a il·lustrador de la sala de tribunals i il·lustrador de mapes d'importants batalles de la Segona Guerra Mundial abans de 1942, a més de la seva experiència com a il·lustrador (sargent d'estat major) adjunt a una unitat d'enginyers de l'exèrcit dels EUA on va dibuixar esquemes tècnics, mapes i altres documents que requereixen representacions molt clares. Abans d'Hägar, Browne era més conegut per haver cocreat la tira còmica Hi and Lois amb el seu company, el creador de Beetle Bailey Mort Walker. Browne va ser la inspiració de la vida real per al personatge de Plato, el soldat intel·lectual de Beetle Bailey.

### Personatges
- Hägar the Horrible: el descuidat i sobrealimentat protagonista viking. Hägar és tant un guerrer feroç i un home familiar—amb els mateixos problemes com el nostre suburbanita mitjà modern. Un gag recorrent implica la seva higiene personal excepcionalment pobra; per exemple, el seu bany anual (14 de juliol)[6] és un moment d'alegria nacional i celebracions. Una altra font de comèdia és la simplicitat de Hägar, amb desorientació similar a la d'un infant, sovint trobant-se amb els membre més sensats de la seva família. Per a disgust de Hägar, en les poques ocasions on es comporta amb maduresa (com ajudant Helga en tasques diàries o mostrant autocontrol del seu apetit titànic), els altres personatges es troben sovint fora guàrdia, acostumats a la seva incompetència i actitud infantil.
- Helga: La mestressa de casa mandona de Hägar, vestida d'òpera, amb casc de l'estil de Brunilda i trenes rosses. És la figura de la mare per excel·lència. Helga discuteix amb Hägar pels seus mals hàbits, com oblidar-se de rentar-se les mans després d'un saqueig o no eixugar-se els peus abans d'entrar a la casa. Sovint se la veu intentant ensenyar els seus valors antics a la seva filla Honi, encara que Honi mai ho "aconsegueix". La seva aparença formidable és basada en una valquíria wagneriana.
- Lucky Eddie: primer oficial de Hägar, millor amic i tinent en les incursions víkings. Contràriament a les representacions populars dels vikings com a guerrers musculosos, l'Eddie és feble, baix, prim, sense barbeta, incòmode i ingenu. L'irònicament anomenat "Lucky" Eddie és, de fet, tan desafortunat que pot ser aixafat per un arc de Sant Martí perdut. Porta sempre un embut al cap, més que un casc, perquè té por dels esquirols. A diferència de Hägar, l'Eddie té prou educació per poder llegir i parlar en altres idiomes, encara que paradoxalment això no li dona gaire avantatge sobre els altres vikings o els seus enemics. A la tira dominical del 9 de gener de 2000, Eddie revela que vivia en una cova a la costa d'Irlanda. Va ser capturat per l'Última Legió Romana, per fer-los mapes, fins que va ser rescatat per Hägar. Després d'haver estat conegut i acceptat incondicionalment simplement pel seu àlies de "Lucky Eddie", ningú del seguici de Hägar, ni tan sols el mateix Hägar, va arribar a conèixer mai el nom "real" de Lucky Eddie fins a finals dels anys noranta i principis dels anys 2000, quan va se li va demanar directament (pel mateix Hägar en ambdues ocasions separades) que compartís el seu veritable nom: la primera vegada, Eddie va clacar una diatriba impronunciable que el va deixar amb la gola seca i sense alè; la segona vegada en què Eddie va demanar la seguretat de Hägar que aquesta revelació es mantindria "confidencial", Eddie xiuxiueja el seu nom "real" a l'oïda de Hägar, en escoltar que Hägar deixà escapar accidentalment el que es va compartir amb ell en secret en un un atac de rialles incontrolables, revelant així inadvertidament que el nom real de Lucky Eddie és "Fortuitous Eduardo". A la tira del 5 de juliol de 2019, Eddie diu a Helga i Hägar que el seu oncle matern que és un ferrer de paraules li va donar el seu sobrenom especialitzat en oxímorons (una referència aparent a la seva mala sort). El seu pare apareix a la tira del 23 de maig de 2021.
- Hamlet: El fill petit intel·ligent, net, obedient i estudiós d'Hägar i Helga, gairebé sempre vist llegint un llibre. No mostra cap interès a convertir-se en víking (vol ser dentista), cosa que li fa vergonya la família per a Hägar, tot i que Helga i Honi són més tolerants i fomenten la seva educació. Fins i tot quan Hägar l'obliga a practicar les seves habilitats vikings, ha demostrat ser terrible amb ells. És víctima de l'afecte no correspost de la seva futura nòvia Hernia. En altres ocasions, Hägar intentava fer un esforç per relacionar-se amb el seu fill Hamlet, i el punt de mira era la seva estupidesa, com ara Hamlet fent la pregunta de L'ou o la gallina. Hägar respon "el pollastre!" però quan Hamlet pregunta retòricament "d'on va sortir l'ou?", llavors mostra que el dia s'ha convertit en nit i Hägar encara s'ho està plantejant (tot i que també pot semblar que està pensat profundament sobre aquesta filosofia).
- Honi: l'estimada, bella, dolça i alegre filla de 16 anys de Hägar i Helga, vestida com una jove valquíria amb un casc alat, un pectoral metàl·lic i una faldilla llarga feta de cota de malla. Honi s'enfronta al costat de la família de Hägar, un fet que el seu xicot Lute de vegades troba intimidant. És una guerrera vikinga com el seu pare, les seves armes preferides són una llança i un escut. Tanmateix, no té ni idea de les coses tradicionals "de noies" i acostuma a ser exagerada. L'Helga està constantment intentant casar-la, ja que se la veu com una "donzella vella" a la seva comunitat endarrerida. Va estar involucrada romànticament amb Lute el balader des del principi, i és l'únic personatge que pot suportar el seu terrible cant.
- Lute: un bard/joglar/trobador inepte que no sap tocar, cantar ni rimar correctament, encara que es manté totalment aliè a la percepció dels altres i es considera talentós. És el xicot de Honi, encara que Honi controla la seva relació (semblant a Helga i Hägar); estan perpètuament promesos si bé encara no s'han casat. El seu nom fa referència a l'instrument de corda del mateix nom en anglès (el llaüt), que sovint se'l veu tocant (encara que malament).
- Hernia: un noia jove, poc femenina profundament enamorada de Hamlet, encara que el seu amor tot i que el seu amor no és correspost, sovint per a la seva còmica melodramàtica consternació.
- Snert: el gos de Hägar; se suposa que Snert és un gos de caça d'aus, però el lector té la impressió que la majoria de vegades no té ganes de treballar. Snert entén tot el que li diu Hägar, però normalment es nega a fer el que li diu. De vegades es representa a Snert amb una femella i un parell de cadells, però gairebé no tenen cap paper al còmic. Snert porta un casc víking (en miniatura) com tots els de la casa de Hägar, incloses les mascotes. Snert borda amb un accent viking ("voof").
- Kvack: l'ànec alemany de la família. Kvack és l'amiga i confident de l'Helga; normalment espià en Hägar i clacarà en veu alta cada vegada que faci alguna cosa que se suposa que no ha de fer, com ara tenir un altre cop de "Glögg"[7] o "Wiffleberry", les begudes freqüents d'Hägar. Òbviament, a Hägar no li agrada gens Kvack, i voldria desfer-se d'ella. En ser un ànec alemany, Kvack fa «quacs» amb un accent.[8] Més endavant a la tira, va portar a casa una camada d'aneguets, que Helga adopta com si fossin néts humans.
- Dr. Zook: un "metge", semblant a un druida amb cogulla, que dona principalment consells nutricionals i psiquiàtrics, i és un xarlatà notori i perillós. Sempre porta una caputxa que li amaga la cara, excepte el nas llarg que sobresurt. En poques ocasions, però, se li ha vist la cara almenys parcialment.
- El mossèn d'Helga: un víking geriàtric la barba del qual arriba al terra, amb gust per les dones joves.
- La mare d'Helga: una sogra estereotipada, amb cornaments al casc.
- El Recaptador d'impostos: l'emissari oficial del Rei.
- Mr. Giggles: un torturador que turmenta els captius fent-los pessigolles a la força.
- Koyer l'advocat: un advocat desagradable però eficaç.
- El Botxí: sovint acompanya el Recaptador.
- Germà Olaf: un monjo que explica sense èxit a Hägar el concepte de pecat.

Altres personatges menors recurrents inclouen un psíquic o endeví sense nom, a qui Honi i Hägar consulten regularment, un cambrer calb al restaurant preferit d'Helga, "The King of England", i diversos assaltants anglosaxons que serveixen com a amics i rivals d'Hägar, com Dirty Dirk i Mean Max.
Un exemple d'una tira que destaca les bones intencions d'en Hägar però el seu desconeixement: Hägar torna del saqueig de París amb un regal per a la seva dona, Helga. Li diu que l'han arrencat d'una canonada d'un palau. Aleshores obre l'aixeta i l'anima amb ganes a mirar. Quan no passa res, Hägar comenta: "És curiós, quan el vaig encendre al palau, va sortir aigua".

## Llicència
- Durant un breu temps a la dècada de 1970, la tira va tenir la seva pròpia marca de refresc patrocinat, "Sunday Funnies Cola", que tenia tires Hägar al costat de la llauna. Es va considerar un fracàs de màrqueting.[9] Gairebé dues dècades més tard, de 1989 a 1991, Hägar es tornaria a utilitzar en un refresc en una sèrie d'anuncis de ràdio i televisió per a la cervesa Mug root beer, amb un èxit molt més gran. La majoria dels anuncis de televisió de Mug eren els mateixos anuncis que s'havien estrenat per a Skol Lager al Regne Unit, encara que redoblats i recolorits per fer referència a la cervesa d'arrel.
- Al Regne Unit, Hägar i altres personatges de la tira també es van utilitzar per anunciar la cervesa Skol Lager, produïda a Gran Bretanya per Allied Breweries. Hägar va aparèixer en cartelleres i en una sèrie de anuncis populars a la televisió que es van emetre a finals dels anys vuitanta. Els espots de televisió eren animats i principalment en blanc i negre, segons la tira còmica del diari, tot i que el producte real sempre apareixia en color.[10]
- Des de 1981 fins a mitjans de la dècada de 1990, una representació de Hägar va ser la mascota dels víkings de la Universitat Estatal de Cleveland.[11]
- A principis de la dècada de 1990, Hagar es va utilitzar en anuncis impresos per a l'IBM RS/6000.[12]

### Aparicions com a convidat a la televisió
Hagar va fer la seva primera aparició animada en un breu esbós combinat amb una entrevista del creador Dik Browne a l'especial The Fantastic Funnies emès a CBS el 15 de maig de 1980. Scott Beach (sense acreditar) va donar-li la veu mentre que l'animació va ser produïda per Bill Melendez i Lee Mendelson.
Un esbós d'acció en directe de Hagar es va incloure a l'especial Mother's Day Sunday Funnies emès el 8 de maig de 1983 a la NBC.

### Especial de televisió
El 1989, es va emetre un especial de televisió animat, Hägar the Horrible: Hägar Knows Best produït per Hanna-Barbera i emès per CBS, basat en la primera trama quan va començar la tira el 1973. Hägar torna a casa de la batalla després de dos anys i s'enfronta a un gran xoc cultural. El seu fill Hamlet ha sortit de l'Acadèmia Viking, i la seva estimada filla Honi ara està sortint amb un joglar anomenat Lute. Hagar culpa a l'Helga d'haver permès que la Honi tingui una cita amb en Lute i d'estar d'acord amb que Hamlet llegeixi llibres. Hägar separa la seva filla i entrena el seu fill en el tir amb arc i altres activitats vikingues. Tanmateix, després de veure com s'han tornat infeliços els seus fills, així com altres vikings que diuen estranys els seus fills, Hägar es fa càrrec a la seva manera i arregla les coses. L'especial va ser protagonitzat per Peter Cullen com a Hägar, Lainie Kazan com a Helga, Lydia Cornell com a Honi, Josh Rodine com a Hamlet, Jeff Doucette com a Lucky Eddie, Don Most com a Lute i Frank Welker com a Snert, a més de proporcionar veus addicionals. Està disponible en DVD dins del conjunt "Advantage Cartoon Mega Pack".

### Projecte cinematogràfic
Variety va informar l'any 2003 que Abandon Pictures havia adquirit els drets de la pel·lícula de la tira còmica i planejava una obra teatral d'acció en viu basada en el personatge. Segons els correus electrònics filtrats al pirateig de Sony Pictures Entertainment, es va desenvolupar una adaptació cinematogràfica el 2013 i el 2014 a Sony Pictures Animation. A finals de 2014, Chris Browne va confirmar que s'havia arribat a un acord amb Sony Pictures per produir una pel·lícula basada en el personatge.

### Comèdia de situació animada
El 10 de novembre de 2020, es va anunciar una sèrie d'animació CGI coproduïda per King Features i The Jim Henson Company està actualment en procés. La sèrie estarà animada per Henson Digital Puppetry Studio.

### Videojocs
Hägar the Horrible, un joc de plataformes, va ser llançat per Kingsoft per a Amiga el 1991. Va ser portat a Commodore 64 per al mercat alemany.

## Col·leccions de llibres i reimpressions
Tots els títols són llibres de butxaca per al mercat massiu de Dik Browne, tret que s'indiqui el contrari.
- Hägar the Horrible #1 (1974) Tempo
- Hägar the Horrible #2 (1975) Tempo
- Hägar the Horrible on the Loose (#3) (1975) Tempo
- Hägar the Horrible: The Big Bands Are Back! (rústica comercial, 1975) Grosset & Dunlap
- The Wit and Wisdom of Hägar the Horrible (en rústica comercial, 1975) Windmill/EP Dutton
- Hägar the Horrible: The Brutish Are Coming (1976) Tempo
- Hägar the Horrible on the Rack (1976) Tempo
- Hägar the Horrible: Sack Time (1976) Tempo
- Hägar the Horrible: Hägar's Night Out (1977) Tempo
- Hägar the Horrible Brings 'Em Back Alive! (1977) Tempo
- Hägar Hits the Mark: The Best of the Barbarian! (1977) Tempo
- Hägar the Horrible: Born Leader (1978) Tempo
- Hägar the Horrible: Hägar and the Basilisk and Other Tales (rústica comercial, 1978) Sunridge Press
- Hägar the Horrible: Els ulls blaus han tornat! (1980) Tempo
- Hägar the Horrible: Animal Haus! (1981) Tempo
- Hägar the Horrible: My Feet Are Really Killing Me (1981) Tempo
- The Best of Hägar the Horrible (rústica comercial, 1981) Wallaby
- The Very Best of Hägar the Horrible (rústica comercial, 1982) Wallaby
- Hägar the Horrible: Midnight Munchies (1982) Tempo
- Hägar the Horrible: Vikings Are Fun (1982) Tor
- Hägar the Horrible: Sacking Paris on a Budget (1982) Tor
- Hägar the Horrible: Happy Hour (1983) Tempo
- Hägar the Horrible: Helga's Revenge (1983) Tempo
- Hägar the Horrible: Tall Tales (1983) Tor
- Hägar the Horrible: Hear No Evil (No treballes) (1983) Tor
- Hägar the Horrible: Room for One More (1984) Tor
- Hägar the Horrible: The Simple Life (1984) Charter
- Hägar the Horrible: Excuse Me! (1984) Charter
- Hägar the Horrible: Horns of Plenty (1984) Charter
- Hägar the Horrible: Hägar at Work (1985) Tor
- Hägar the Horrible: All the World Loves a Lover (1985) Tor
- Hägar the Horrible: Face-Stuffer's Anonymous (1985) Tor
- Hägar the Horrible: passarel·la!! (1985) Tor
- Hägar the Horrible: Roman Holiday (1985) Charter
- Hägar the Horrible: Has estat tens últimament? (1985) Charter
- The Best of Hägar the Horrible (rústica comercial, 1985) Comicana
- Hägar the Horrible's Very Nearly Complete Viking Handbook de Dik Browne, Chris Browne (rústica comercial, 1985) Workman Pub.ISBN 0-89480-937-7
- Hägar the Horrible: Pillage Idiot (1986) Tor
- Hägar the Horrible: Out on a Limb (1986) Tor
- Hägar the Horrible: Strapped for Cash (1987) Charter
- Hägar the Horrible: My Feet Are Drunk (1987) Jove
- Hägar the Horrible: The Nord Star (1987) Jove
- Hägar the Horrible: Spring Cleaning (1988) Jove
- Hägar the Horrible: Hi Dear, Your Hair Looks Great! (1988) Jove
- Hägar the Horrible and the Golden Maiden (1989) Tor
- Hägar the Horrible: Sack Time (1989) Jove
- Hägar the Horrible: Handyman Special (1989) Jove
- Hägar the Horrible: Norse Code (1989) Jove
- Hägar the Horrible: Smotherly Love (1989) Jove
- Hägar the Horrible: Look Sharp! (1989) Jove
- Hägar the Horrible: Silly Sailing (1990) Jove
- Hägar the Horrible: Start the Invasion Without Me! (1990) Jove
- Hägar the Horrible: A Piece of the Pie! (1990) Jove
- Dik Browne's Hägar the Horrible: We're Doing Lunch per Chris Browne (1991) Jove
- Dik Browne's Hägar the Horrible: I Dream of Genie!? (1991) Jove
- Hägar the Horrible: I See London, I See France... (1991) Tor
- Hägar the Horrible: Again & Again (1991) Tor
- Hägar the Horrible: Fish Fly (1991) Tor
- Hägar the Horrible: Special Delivery (1992) Tor
- Hägar the Horrible: Motley Crew (1992) Tor
- Hägar the Horrible: Things That Go Bump... (1992) Tor
- Dik Browne's Hägar the Horrible: Another Fish Story per Chris Browne (1992) Jove
- Dik Browne's Hägar the Horrible: Plunder Blunder per Chris Browne (1992) Jove
- Dik Browne's Hägar the Huggable per Chris Browne (1993) Jove
- Dik Browne's Hägar the Horrible: That Dreaded... Bed Head per Chris Browne (1993) Jove
- Dik Browne's Hägar the Horrible: A Turn for the Worse per Chris Browne (1993) Jove
- Dik Browne's Hägar the Horrible: Feeling "Fortune"-ate? per Chris Browne (1994) Jove
- Dik Browne's Hägar the Horrible: Funny Bunnies per Chris Browne (1994) Jove
- Hägar the Horrible: The Epic Chronicles: Dailies 1973–1974 per Dik Browne (tapa dura, novembre de 2010) Titan BooksISBN 1-84856-233-0

## Parc d'atraccions
Hägar the Horrible apareix al parc temàtic d'Universal Studios Florida Islands of Adventure, on es veu Hägar en un vaixell dalt de Toon Extra a Toon Lagoon.